# Jardines de Pedro Luis Alonso
Los jardines de Pedro Luis Alonso se encuentran el la ciudad de Málaga, España. 
Son unos de los jardines diseñados por el arquitecto Fernando Guerrero-Strachan Rosado, trazados en 1945. Están situados junto al Ayuntamiento, entre los Jardines de Puerta Oscura y el Parque de Málaga. Fueron llamados así en honor al primer alcalde de la postguerra, Pedro Luis Alonso.

## Descripción
Se trata de un jardín latino con influencia hispanoárabe y francesa, dispuesto en trazos geométricos. Las especies predominantes son los naranjos, los mandarinos y los cipreses. En el centro de estos jardines se encuentra la estatua del biznaguero realizada por Jaime Fernández Pimentel y que representa a este oficio tradicional malagueño que es el de vendedor de biznagas.
En 2009, se procedió a la reforma de los jardines de Pedro Luis Alonso, retirando gran parte de los cipreses o sustituyéndolos por otros de menor tamaño que lo cerraban perimetralmente y sustituyéndolos por rosales.